# Abtei Montecassino
Die Abtei Montecassino (auch Monte Cassino und Benediktinerkloster von Monte Cassino genannt; lateinisch Abbatia Territorialis Montis Cassini) in der Provinz Frosinone in Italien ist das Mutterkloster (lateinisch Archicoenobium Montis Casini; der Monte casino ist der „Berg (oberhalb) von Casino“) aller Benediktiner. Sie soll von Benedikt von Nursia im Jahre 529 an der Stelle eines alten Apollotempels errichtet worden sein und steht im Range einer Erzabtei. Zudem ist ihr als Territorialabtei ein kirchliches Territorium zugeordnet, das allerdings 2014 auf das Areal der Abtei beschränkt wurde. Der Klosterkomplex liegt auf einem 516 m hohen felsigen Hügel im Stadtgebiet von Cassino (dem römischen Casinum, später San Germano) zwischen Rom und Neapel. Montecassino gilt als eines der bedeutendsten geistlichen Zentren des Mittelalters und erlangte durch große Theologen (Petrus Diaconus), Historiker, Mediziner, Exegeten und Mathematiker (Pandulf) besondere wissenschaftliche Bedeutung. Das Kloster wurde im Februar 1944 in der Schlacht um Monte Cassino durch einen Luftangriff der United States Army Air Forces vollständig zerstört. Viele Kunstschätze waren vorher von der Wehrmacht nach Rom gerettet worden. Nach dem Krieg wurde das Kloster auf der Grundlage der ebenfalls geretteten alten Baupläne in zehn Jahren wiedererrichtet.
Montecassino ist die sechzehnte und abschließende Etappe des Pilgerwegs Benediktweg von Norcia über Subiaco nach Montecassino.

## Geschichte

### Gründungsphase und erste Zerstörung

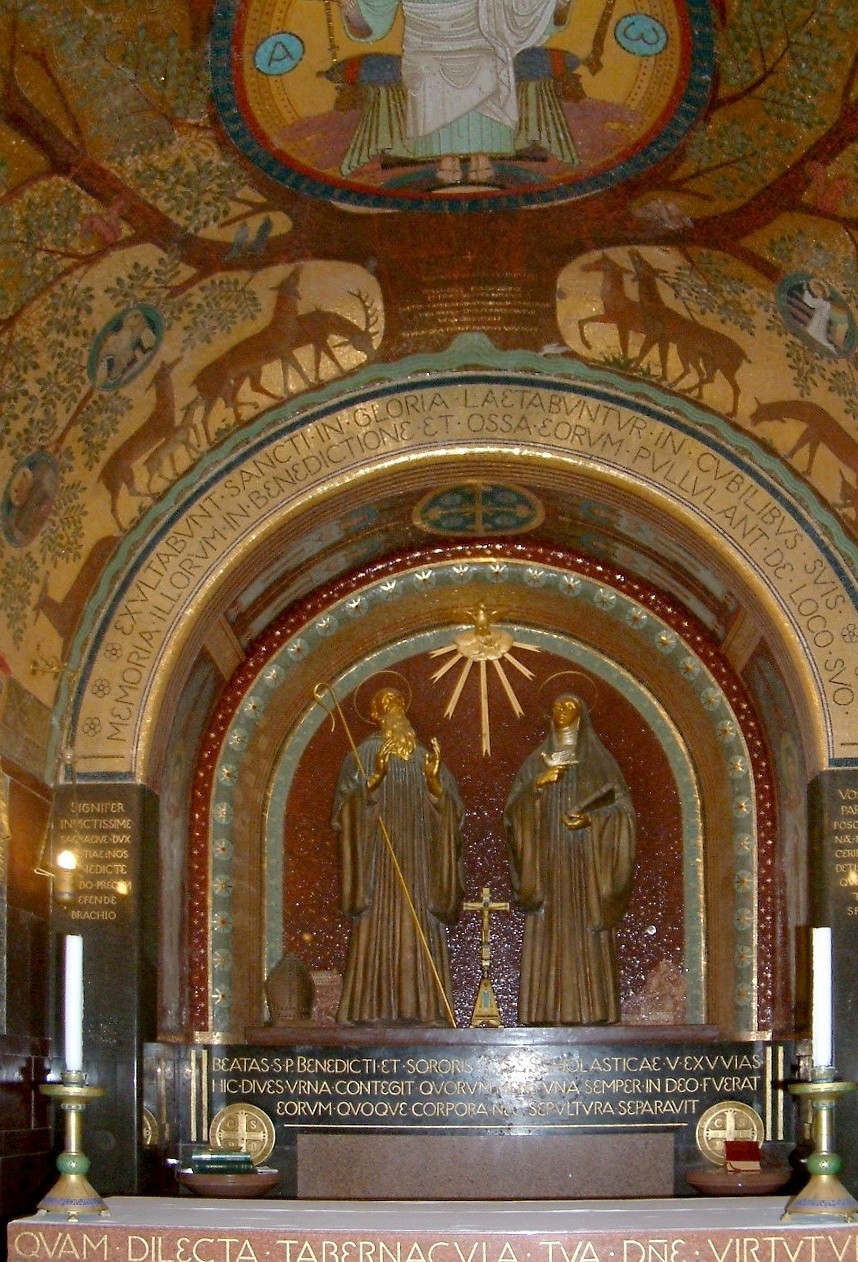
Die Krypta von Montecassino mit der Grabstätte des Benedikt von Nursia

Benedikt von Nursia gründete der späteren Überlieferung zufolge im Jahr 529 an der Stelle der früheren römischen Befestigungsanlage Casinum ein Kloster und verfasste für die Gemeinschaft eine Klosterregel, welche später die Grundlage für den nach ihm benannten Benediktinerorden wurde.
Im Jahr 577 wurde das Kloster durch die Langobarden zerstört.

### Karolingische Zeit
Abt Petronax von Brescia besiedelte es im Jahr 717 im Auftrag Papst Gregors II. und unterstützt durch Willibald von Eichstätt neu.
In der Folge gewann das Kloster rasch an Bedeutung. Der fränkische Hausmeier Karlmann verbrachte seinen Lebensabend in Monte Cassino. Sein Neffe Karl der Große besuchte das Kloster 787, stattete es mit umfangreichen Privilegien aus und ließ sich eine authentische Abschrift der Benediktsregel geben. Das Kloster Fulda wurde unter Abt Sturmius nach dem Vorbild Montecassinos erbaut und reguliert. Paulus Diaconus, ein langobardischer Adliger, verfasste hier als Mönch seine Historia Langobardorum. Auf dem Aachener Konzil (816–819) wurde die Benediktregel als alleinverbindliche Mönchsregel festgelegt, was die Bedeutung des Klosters als Gründungskloster des lateinischen Mönchslebens erhöhte. Zeitgleich, unter Abt Gisulf, wurde eine dreischiffige Kirche errichtet.
Das Kloster wurde 883 von Sarazenen ausgeplündert und zerstört. Abt Bertharius wurde bei dem Überfall getötet. Die Mönche zogen sich nach Teano, später nach Capua zurück.

### Mittelalter und Frühe Neuzeit
Die cluniazensische Reform des Ordenslebens konnte aufgrund der normannischen Präsenz nicht richtig Fuß fassen, auch wenn Abt Aligernus als Schüler Odos von Cluny den Versuch unternahm.
Die Äbte und späteren Päpste Friedrich von Lothringen und Desiderius ließen das Kloster ausbauen, und die nahe gelegene Schule von Salerno erlangte unter der Schirmherrschaft der Benediktiner einen hervorragenden Ruf als medizinische Ausbildungsstätte. Während der Amtszeit des Desiderius füllte sich die Bibliothek des Klosters zudem mit Handschriften – unter anderem auch Schriften der Mönche Amatus und Petrus Diaconus – die mit Miniaturen ausgeschmückt waren, mit Mosaiken, Emailmalereien und Goldarbeiten orientalischer Prägung. Am 1. Oktober 1071 weihte Papst Alexander II. eine neu errichtete Basilika ein.
Um 1087 starb der nordafrikanische Forscher und einflussreiche Übersetzer Constantinus Africanus als Laienbruder des Benediktinerordens im Kloster von Monte Cassino.
Mit Paschalis II. wurde 1099 ein weiterer Mönch aus Montecassino zum Papst gewählt. Zumindest zwei Äbte wurden auch zum Kardinal ernannt. 1230 besetzte Kaiser Friedrich II., auch König von Sizilien, das Kloster und vertrieb die Mönche. Unter Papst Coelestin V. wurde die Abtei 1294 in die Kongregation der Cölestiner eingegliedert. 1321 erhob Papst Johannes XXII. das Kloster und sein Territorium zur Diözese. Dieses Privileg wurde 1367 wieder abgeschafft.
In der Zwischenzeit, im Jahr 1349, wurde das Kloster durch ein Erdbeben zum dritten Mal fast völlig zerstört. Während des nachfolgenden Wiederaufbaus wurden verschiedene Ergänzungen und Verschönerungen im Stil der Renaissance und des Barock vorgenommen, die dem Kloster sein stattliches Aussehen verliehen, das es bis zum 15. Februar 1944 beibehalten hat.

### Seit der zweiten Zerstörung
In der Endphase des Zweiten Weltkriegs war Montecassino Zufluchtsort für Zivilpersonen. Am Hang des Berges Montecassino entlang verlief seit Januar 1944 die quer durch Italien gezogene deutsche Gustav-Linie. Die Anhöhe bot ein weites Sicht- und Schussfeld und stand im Zentrum der blutigen Schlacht um Monte Cassino von Januar bis Mai 1944. Der Wehrmachts-Oberstleutnant Julius Schlegel hatte, als sich die Front näherte, die Kunstschätze des Klosters Montecassino in hundert Lastwagenladungen in die Engelsburg nach Rom evakuiert. Der Wiederaufbau des Klosters war nicht zuletzt deshalb möglich, weil Julius Schlegel auch alle Baupläne rettete.
Wegen der besonderen historischen Bedeutung verbot der deutsche Oberbefehlshaber in Italien, Generalfeldmarschall Albert Kesselring, das Kloster in die deutschen Stellungen einzubeziehen oder auch nur zur Beobachtung des Schlachtfeldes zu nutzen; eine Zone von rund 300 Metern rund um das Kloster wurde für neutral erklärt. Die deutschen Truppen hielten sich an diese Anordnung und leiteten sie an die Alliierten weiter. Dennoch bombardierten US-Flugzeuge, unterstützt von Artillerie, auf Bitte des neuseeländischen Generals Bernard Freyberg am 15. Februar 1944 das Kloster mit 435 (nach anderen Quellen 567) Tonnen Spreng- und Brandbomben. Das Kloster wurde in drei Stunden mit Ausnahme der Krypta bis auf die Grundmauern zerstört. Von den etwa 800 Menschen im Kloster, in der Mehrzahl Mönche und schutzsuchende Flüchtlinge, starben 250 (nach anderen Quellen: 427). Nach der Bombardierung rückte die Wehrmacht in die Ruinen ein und besetzte sie drei Monate lang bis zum Ende der Schlacht.
Die Zerstörung des Klosters führte zu einer erheblichen diplomatischen Verstimmung zwischen dem Heiligen Stuhl und den westlichen Alliierten. Der Heilige Stuhl bestätigte öffentlich, dass sich vor der Bombardierung weder deutsche Soldaten noch Kriegsgerät im Kloster befunden hätten. Zur Rechtfertigung der Bombardierung verlautbarte US-Präsident Franklin D. Roosevelt wahrheitswidrig, die Abtei sei ein Artillerie-Stützpunkt der Deutschen und ihre Zerstörung daher militärisch notwendig gewesen; Henry H. Arnold, Oberbefehlshaber der United States Army Air Forces, nannte die Bombardierung ein „Wahrzeichen für die Zerstörungskraft der Air Force“.
Nach 1945 wurde die Abtei mit Hilfe des italienischen Staates in zehn Jahren nach den ursprünglichen, seinerzeit aus dem Kloster geretteten, Bauplänen wiederaufgebaut, dem Leitsatz des Abtes Ildefonso Rea folgend: „Wo es stand und wie es war“.
Am 23. Oktober 2014 gliederte Papst Franziskus mit dem Motu Proprio Ecclesia Catholica die 53 bisher zur Abtei Montecassino gehörigen Pfarreien, den Weltklerus und die Seminaristen in das gleichzeitig umbenannte Bistum Sora-Cassino-Aquino-Pontecorvo ein. Am 22. November 2014 wurde  Donato Ogliari von Marc Kardinal Ouellet als neuer Territorialabt von Montecassino in der Abteikathedrale in sein Amt eingeführt.
Am 8. Juni 2022 wurde Abt Donato vom Heiligen Vater zum neuen Abt der Abtei St. Paul vor den Mauern in Rom ernannt, zeitgleich leitete er die Erzabtei Montecassino weiter als Apostolischer Administrator bis zur Einführung eines neuen Erzabtes. Am 9. Januar 2023 ernannte der Papst den Benediktiner Antonio Luca Fallica zum neuen Erzabt von Montecassino. Da er zum Zeitpunkt der Ernennung noch Laie war, wurde er zum Diakon und Priester geweiht und trat am 16. März 2023 das Amt des Erzabtes von Montecassino an.

Galerie zur jüngeren Geschichte
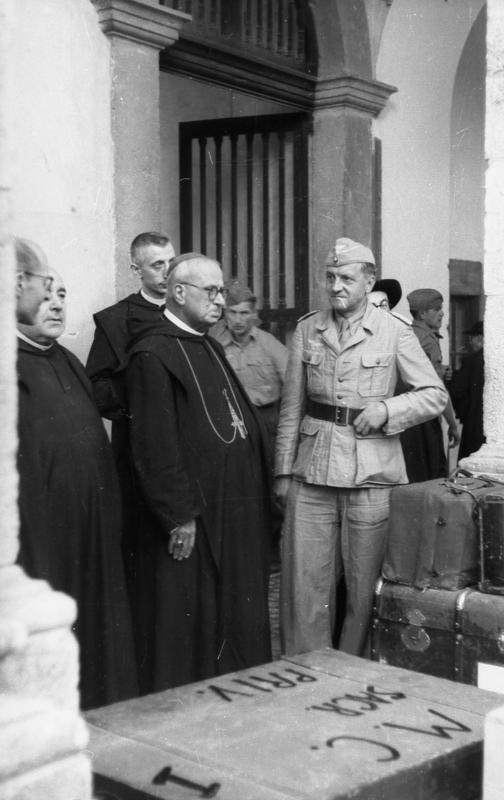
Julius Schlegel von der Fallschirm-Panzer-Division Hermann Göring bei der Überführung von Kunstschätzen mit Abt Gregorio IV. Diamare OSB
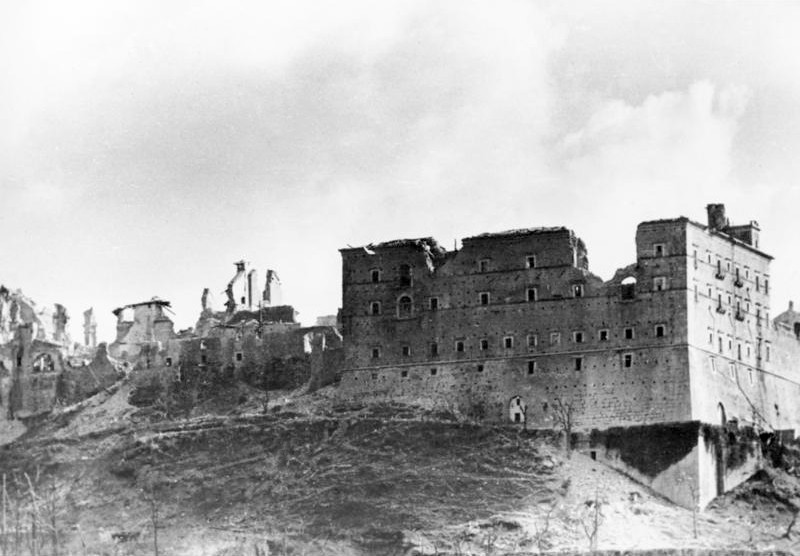
Montecassino nach dem Bombenangriff im Februar 1944
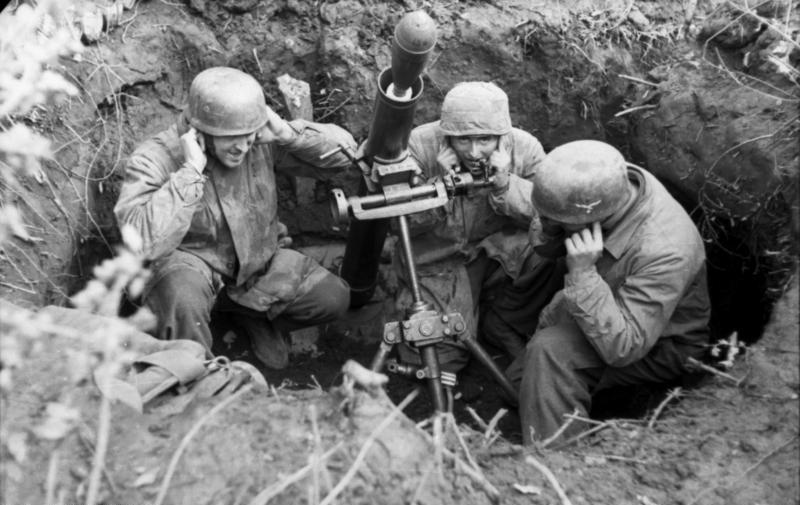
Deutsche Fallschirmjäger in der Schlacht um Montecassino
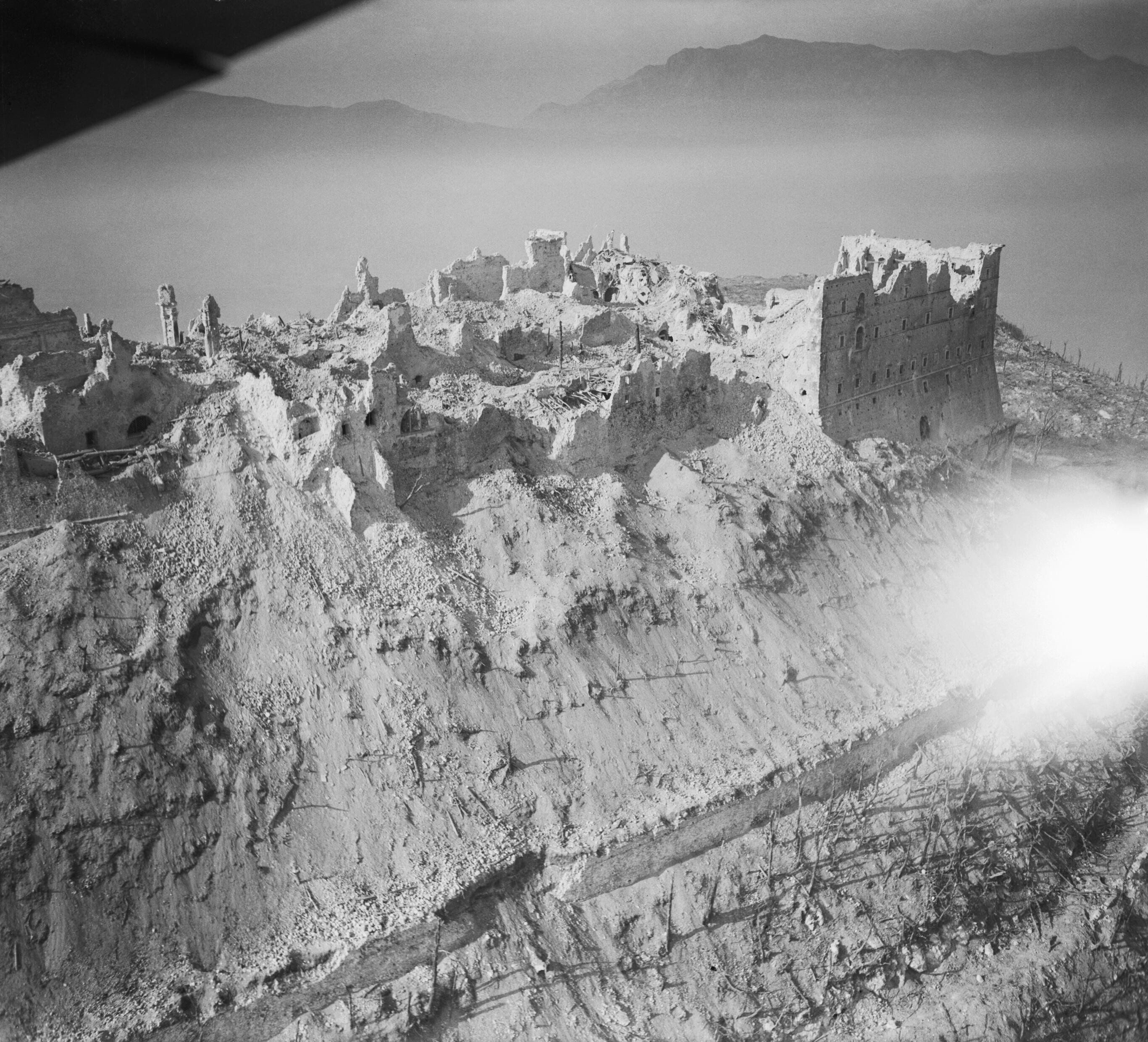
Luftbild der zerstörten Abtei
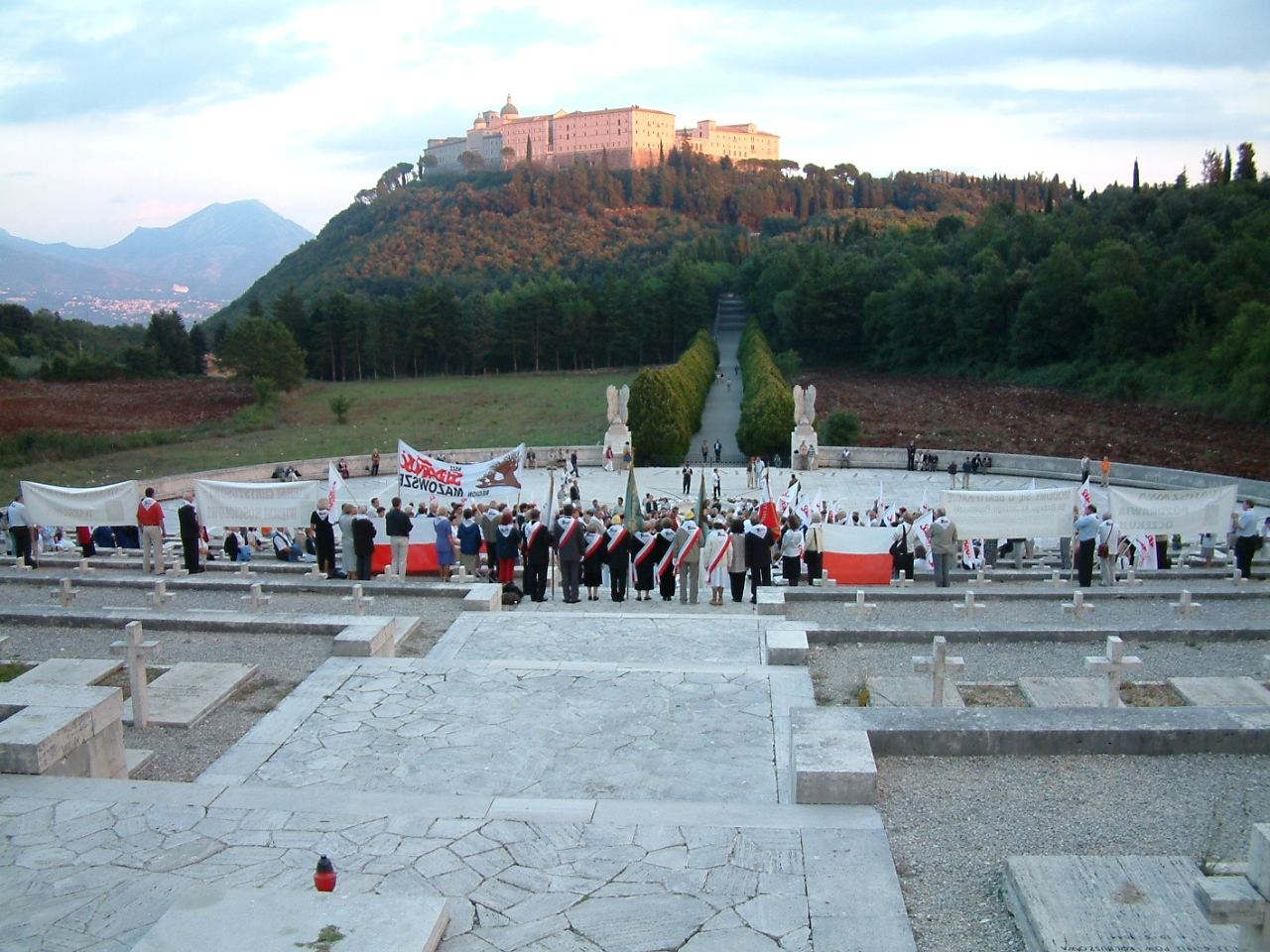
Die polnische Gedenkstätte unterhalb Montecassino (2004)

## Sehenswürdigkeiten

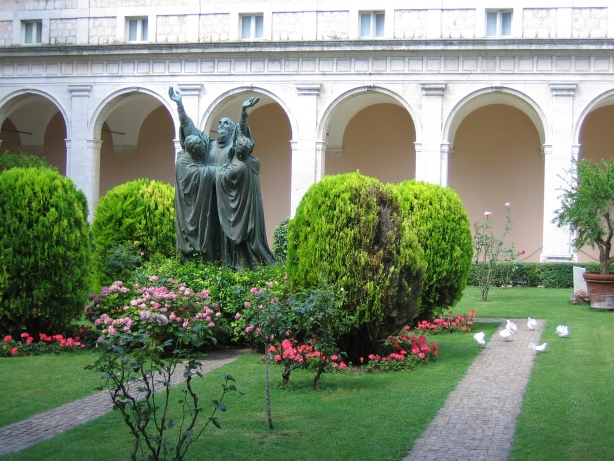
Kreuzgang am Eingang

Man betritt das Kloster über den „Kreuzgang am Eingang“. An dieser Stelle stand ein dem Apoll geweihter Tempel, den Benedikt in eine Kapelle für das gemeinsame Gebet der Mönche umgewandelt und dem hl. Martin, dem Bischof von Tours, geweiht hatte. Im Jahre 1953 fand man bei Bauarbeiten Reste der ursprünglichen Fundamente dieser Kapelle.
Hier verstarb der hl. Benedikt, wobei er die von Papst Gregor I. dem Großen beschriebene Haltung einnahm: „aufrecht, von einigen Mönchen gestützt, nachdem er die Eucharistie empfangen hatte“. An diese Episode erinnert eine Gruppe von Bronzefiguren inmitten des Kreuzgangs, die ein Geschenk Konrad Adenauers sind.
Von hier aus gelangt man in einen weiteren Kreuzgang, der dem Renaissance-Künstler Bramante zugeschrieben wird und nach ihm auch benannt ist. In der Mitte befindet sich eine achteckige Zisterne, an deren Seiten korinthische Säulen ein Krönungsgebälk tragen. Von den Balkonen dieses Kreuzgangs fällt der Blick auf den Friedhof, in dem mehr als tausend polnische Soldaten begraben liegen, die in den Kämpfen von 1944 ihr Leben gelassen hatten.
Zu Füßen der Treppe stehen zwei Statuen: links die des heiligen Benedikt, die während der Kriegszerstörung fast unversehrt geblieben ist und aus dem Jahre 1736 stammt. Zu seinen Füßen ist die Inschrift Benedictus qui venit in nomine Domini („Hochgelobt sei, der da kommt im Namen des Herrn“) zu lesen. Rechts findet sich die Statue der hl. Scholastika, die eine Nachbildung der zerstörten ursprünglichen Statue ist. Die Inschrift Veni columba mea, veni, coronaberis („Komm, meine Taube, komm, du wirst gekrönt werden“) bezieht sich auf das Hohelied.
Am Ende der Treppe gelangt man zum oberen Kreuzgang. In den beiden Nischen aus grauem Marmor stehen die Statuen Urbans V. (des Benediktinerpapstes, der sich nach dem Erdbeben von 1349 für den Wiederaufbau des Klosters eingesetzt hatte), ein Werk aus dem 18. Jahrhundert, sowie Clemens XI., der die Abtei großzügig unterstützt hatte.
Der Kreuzgang vor der Kirche im reinen Renaissancestil (1513) wird wegen der Statuen von Päpsten und Herrschern, die sich im Laufe der Jahrhunderte gegenüber dem Kloster großzügig gezeigt hatten, „Kreuzgang der Wohltäter“ genannt.

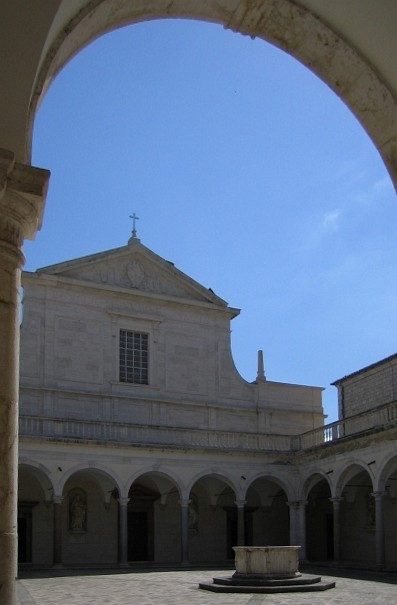
Kreuzgang der Wohltäter
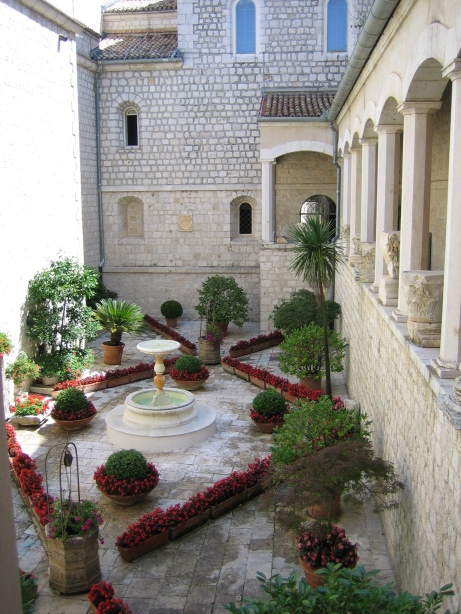
Innenhof am Museumseingang neben der Abteikirche
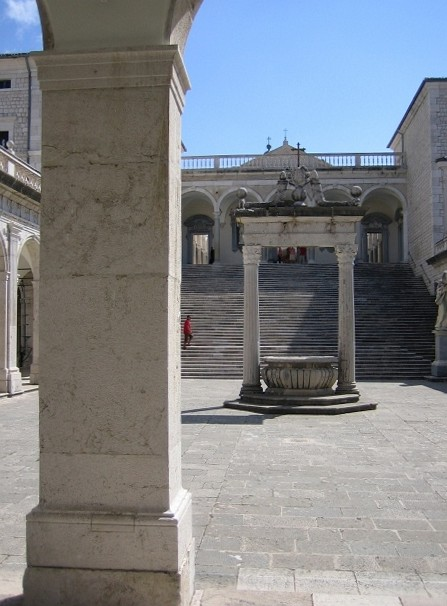
Kreuzgang des Bramante
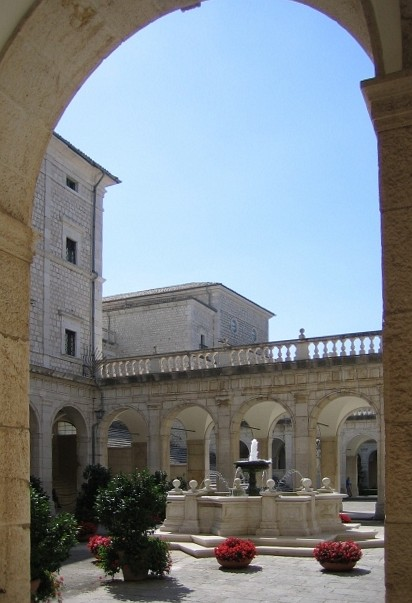
Brunnenhof hinter dem Kreuzgang des Bramante

### Abteikathedrale
Die Fassade der Kathedrale harmoniert mit der architektonischen Struktur des Kreuzganges. Im Bogenfeld findet sich das Wappen von Montecassino und seinen Äbten: ein auf den Hinterbeinen stehender Löwe und ein zwischen zwei in den Himmel ragenden Zypressen errichteter Turm.
Das Kirchengebäude wurde nach den ursprünglichen Plänen des 17./18. Jahrhundert wiederaufgebaut. Von dem vorangegangenen Baumaterial, wie dem Marmor, ist vieles wiederbenutzt worden, um die Böden neu anzulegen, die Wände zu vertäfeln oder sie mit Einlegearbeiten zu versehen. Hingegen ist die ursprüngliche Ausschmückung durch Gemälde, seien es Fresken oder Leinwandgemälde an den Gewölben oder Wänden für immer verloren gegangen.
Auf der Rückseite des Altars befindet sich das Grab des heiligen Benedikt.

#### Orgeln
In der Abteikirche gibt es drei Orgeln. Die Hauptorgel in dem historischen Orgelprospekt wurde 1953 von dem Orgelbauer Vincenzo Mascioni (Cuvio) erbaut. Das Instrument hat 88 Register auf vier Manualen und Pedal.
| I Positivo Espressivo C–c4 |        |
| Bordone                    | 16′    |
| Principale                 | 8′     |
| Flauto Aperto              | 8′     |
| Bordone                    | 8′     |
| Viola                      | 8′     |
| Dolce                      | 8′     |
| Ottava                     | 4′     |
| Flauto a Camino            | 4′     |
| Nazardo                    | 2 ⁄3′  |
| Flagioletto                | 2′     |
| Decimino                   | 1 3⁄5′ |
| Decimaquinta               | 2′     |
| Ripieno VI                 |        |
| Fagotto                    | 8′     |
| Clarinetto                 | 8′     |
| Sesquialtera Combinata     |        |
| Cornetto Combinato         |        |
| Ripieno Combinato          |        |
| Tremolo                    |        |

| II Grand’Organo C–c4 |       |
| Principale           | 16′   |
| Principale I         | 8′    |
| Principale II        | 8′    |
| Flauto Traverso      | 8′    |
| Corno Dolce          | 8′    |
| Dulciana             | 8′    |
| Ottava I             | 4′    |
| Ottava II            | 4′    |
| Flauto Dolce         | 4′    |
| Duodecima            | 2 ⁄3′ |
| Decimaquinta         | 2′    |
| Ripieno Grave III    |       |
| Ripieno Acuto IV     |       |
| Tromba               | 16′   |
| Tromba               | 8′    |
| Voce Umana           | 8′    |

| III Recitativo Espressivo C–c4 |       |
| Bordone                        | 16′   |
| Principale Forte               | 8′    |
| Principale                     | 8′    |
| Flutta                         | 8′    |
| Bordone Dolce                  | 8′    |
| Viola di Gamba                 | 8′    |
| Salicionale                    | 8′    |
| Ottava                         | 4′    |
| Flauto in XII                  | 2 ⁄3′ |
| Silvestre                      | 2′    |
| Flauto in XIX                  | 1 ⁄3′ |
| Cornetto III                   |       |
| Decimaquinta                   | 2′    |
| Ripieno VI                     |       |
| Fagotto                        | 16′   |
| Tromba Armonica                | 8′    |
| Oboe                           | 8′    |
| Cromorno                       | 8′    |
| Chiarina                       | 4′    |
| Celeste                        | 8′    |
| Coro Viole                     | 8′    |
| Voce Corale                    | 8′    |
| Tremolo                        |       |

| IV Organo Corale C–c4 |     |
| Principale            | 8′  |
| Corno di Camoscio     | 8′  |
| Ottava                | 4′  |
| Unda Maris            | 8′  |
| Bordone               | 16′ |

| Pedal C–g1         |         |
| Basso Acustico     | 32′     |
| Contrabbasso       | 16′     |
| Principale Violone | 16′     |
| Subbasso           | 16′     |
| Bordone            | 16′     |
| Quinta             | 10 2⁄3′ |
| Basso              | 8′      |
| Principale         | 8′      |
| Corno di Camoscio  | 8′      |
| Bordone            | 8′      |
| Violoncello        | 8′      |
| Quinta             | 5 1⁄3′  |
| Ottava             | 4′      |
| Flauto             | 4′      |
| Ottavino           | 2′      |
| Ripieno VI         |         |
| Bombarda           | 16′     |
| Tromba             | 8′      |
| Clarone            | 4′      |

## Andere Orte gleichen Namens
Monte Cassino ist auch der Name eines Bergs bei Ciechanow in Polen, auf dem sich ein Sendeturm befindet.